# Platyliodes graecus
Platyliodes graecus är en kvalsterart som beskrevs av Sellnick 1927. Platyliodes graecus ingår i släktet Platyliodes och familjen Neoliodidae. Inga underarter finns listade i Catalogue of Life.